# Јанко Краљ
Јанко Краљ (слч. Janko Kráľ; Липтовски Микулаш, 24. април 1822 — Злате Моравце, 23. мај 1876) је био словачки народни просветитељ, песник и један од најзначајнијих личности генерације Људевита Штура.

## Дело
Прве стихове је писао још за време студија на Братиславском лицеју и у почетку је писао на чешком језику. Касније је употребљавао књижевни словачки језик и један је од првих песника који је употребљавао книжевни језик Људевита Штура.
Својим делом сврстава се у доба романтизма а његове песме су утицале на развој надреалиста.
У годинама 1845—1847. Краљ је ишао на пут по Словачкој и по Доњој земљи, и тако је био и у Београду а вероватно и у Турској. Војводину је посећивао неколико пута и дуго је боравио у Бачкој и у Срему, и ту је радио и на двору Ђорђа Стратимировића у Кулпину .